# Champ d’Asile

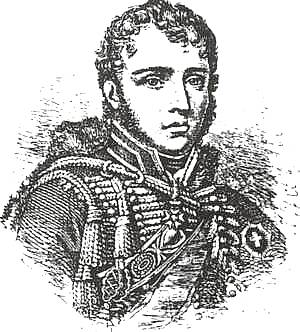
Gen. Charles Lallemand

Champ d’Asile (dosł. Pole azylu) – dawny obóz wojskowy nad rzeką Trinity, na terenie dzisiejszego hrabstwa Liberty w stanie Teksas.
Istniał w latach 1818–1819, tworzyli go głównie francuscy weterani wojen napoleońskich, którzy opowiadali się po stronie hiszpańskiego Meksyku przeciw siłom amerykańskim.
Założycielem obozu był gen. Charles Lallemand (1774–1839). Fortyfikacje obozu tworzył m.in. Polak Konstanty Malczewski.